# میانه دوز کشنده

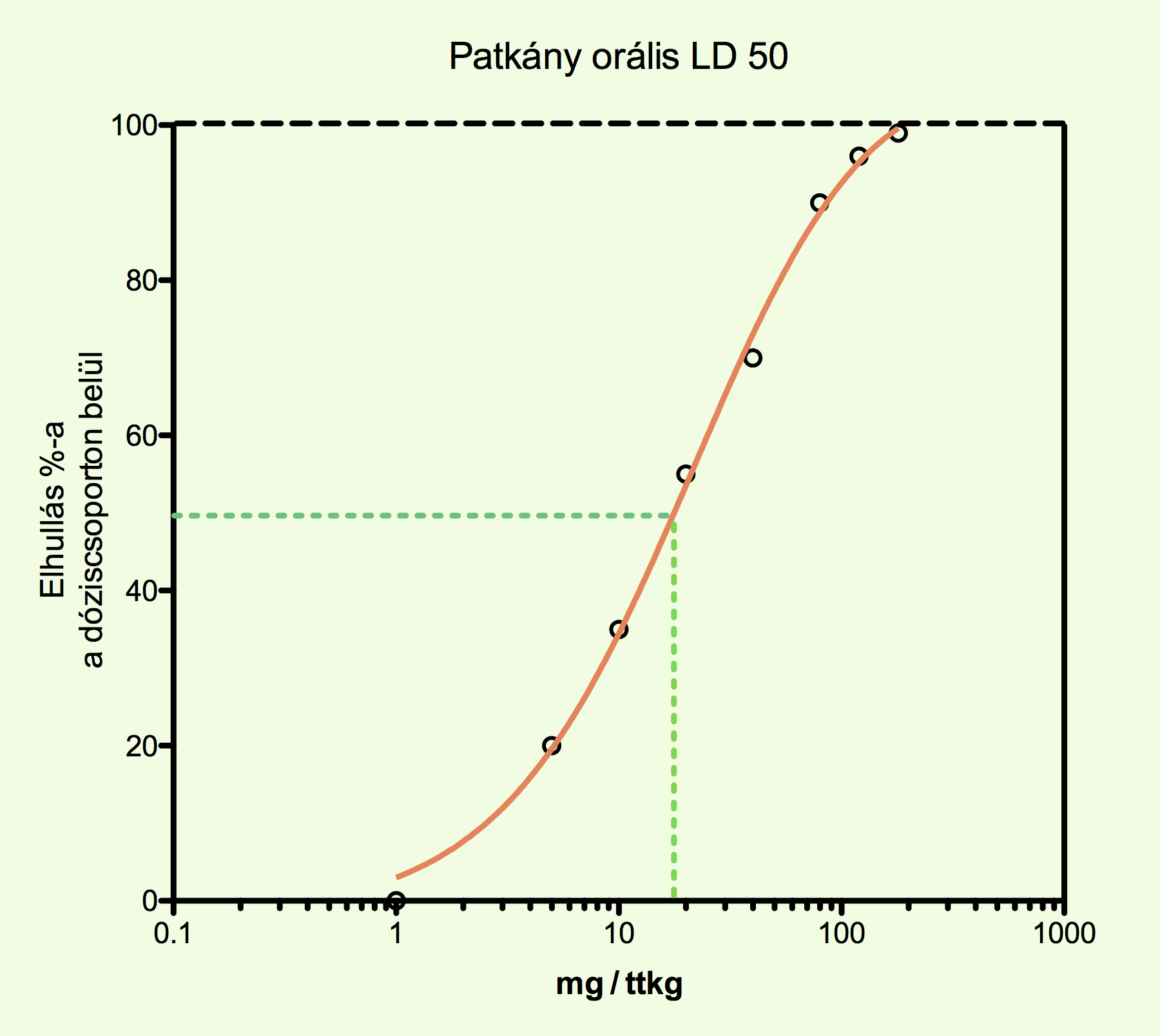
میانه دوز کشنده

میانه دوز کشنده (به انگلیسی: Median lethal dose) که به صورت LD50 نشان داده می‌شود، عبارت است از مقدار معینی از یک سم که اگر روی یک عده از حیوانات آزمایشگاهی مورد مصرف قرار گیرد به‌طور متوسط ۵۰ درصد آنان را از بین می‌برد.
هرچه مقدار ال‌دی ۵۰ بزرگتر باشد سمیت ماده کمتر است. ال دی ۵۰ بر حسب میلی‌گرم بر کیلوگرم وزن بدن حیوان استفاده شده برای تعیین درجه سمیت بیان می‌شود؛ مثلاً ال‌دی ۵۰ مالاتیون، ۳۰۰۰ میلی‌گرم به ازای هر کیلوگرم وزن بدن است. تست ال‌دی ۵۰ توسط جی. دبلیو تروان (J.W. Trevan) در سال ۱۹۲۷ ابداع شده‌است.

## انتقاد
این آزمون به ۶۰ تا ۱۰۰ حیوان (و غالباً موش و رت) نیاز دارد که عمدتاً نیز رنج بسیاری را متحمل می‌شوند. به دلیل مشکلات استقراء به انسانها، این آزمایش غیرقابل اعتماد است. همچنین از آنجایی که متغیرهایی مانند سن، جنس، وزن و صفات موروثی حیوانات می‌توانند تأثیرات چشمگیری روی نتایج حاصله داشته باشد، آزمایشگاه‌ها داده‌هایی بسیار نامتناجس را با عناصر آزمایشی یکسان بدست می‌آورند.